# Loring (Alaska)
Loring est un census-designated place situé dans l’État américain de l'Alaska, dans le Borough de Ketchikan Gateway.

## Démographie
| 1890 | 1900 | 2010 | - | - | - |
| ---- | ---- | ---- | - | - | - |
| 200  | 168  | 4    | - | - | - |